# 异丁烯
异丁烯（英語：Isobutylene或Isobutene），又名2-甲基丙烯（英語：2-Methylpropene）是一种分子式为C4H8的烯烃，在工业上有着重要用途。它是丁烯的4种同分异构体之一，常温下为无色、无味的易燃、易液化气体，通常加压液化存储在煤气罐中。

## 用途
异丁烯是许多工业有机合成的原料与中间体。
异丁烯能与甲醇或乙醇反应，分别制得燃料添加剂甲基叔丁基醚（MTBE）与乙基叔丁基醚（ETBE）；而它的烷基化则能制得另一种较贵的燃料添加剂异辛烷。它的傅－克反应可用于制取抗氧化剂2,6-二叔丁基對甲酚（BHT）和丁基羟基茴香醚（BHA）。它还被用于生产2-甲基丙烯醛与叔丁基氯。
在橡胶工业上，异丁烯被用于与异戊二烯共聚生成丁基橡胶；它也是聚丁烯的单体之一。

## 生产
异丁烯可由炼厂气或石油裂解气用硫酸吸收而分离，但工业上最常用的方法是异丁烷催化脱氢。在20世纪90年代，由于对MTBE等燃料添加剂的需求增加，异丁烯的产量急剧增长。

## 安全性
异丁烯是一种极易燃的气体，并且在特定条件下可能发生爆炸。尽管它的毒性很小，但煤气罐中的液化气体如果泄露很可能引起窒息。